# Salpicón

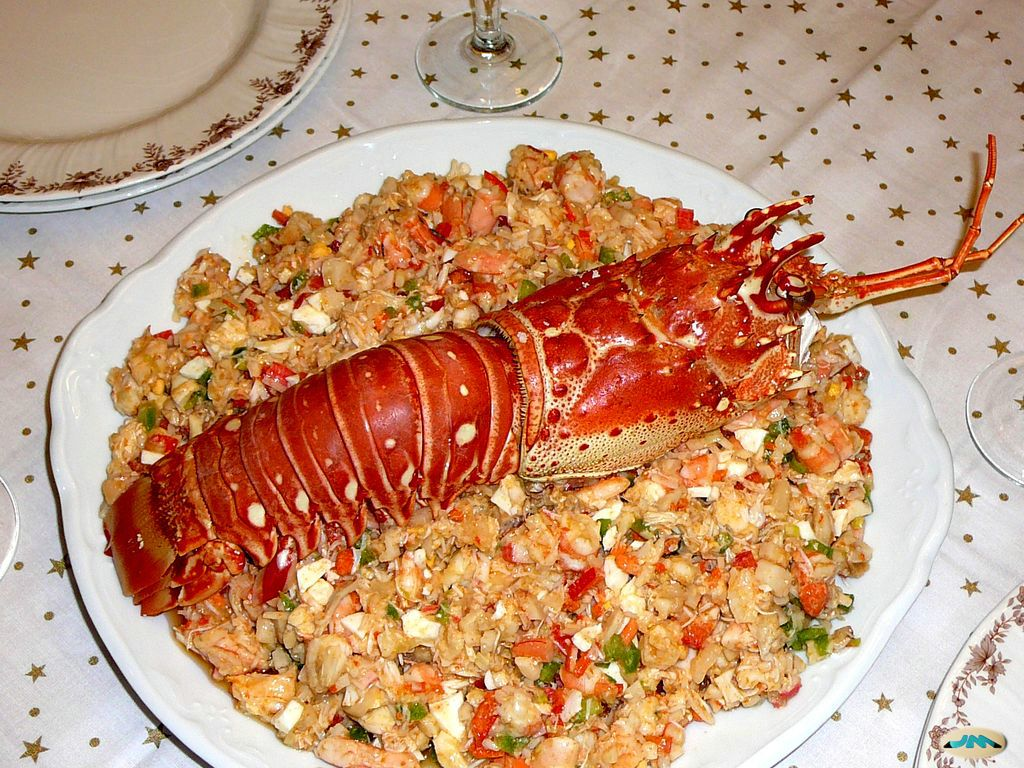
Salpicón de Langosta.

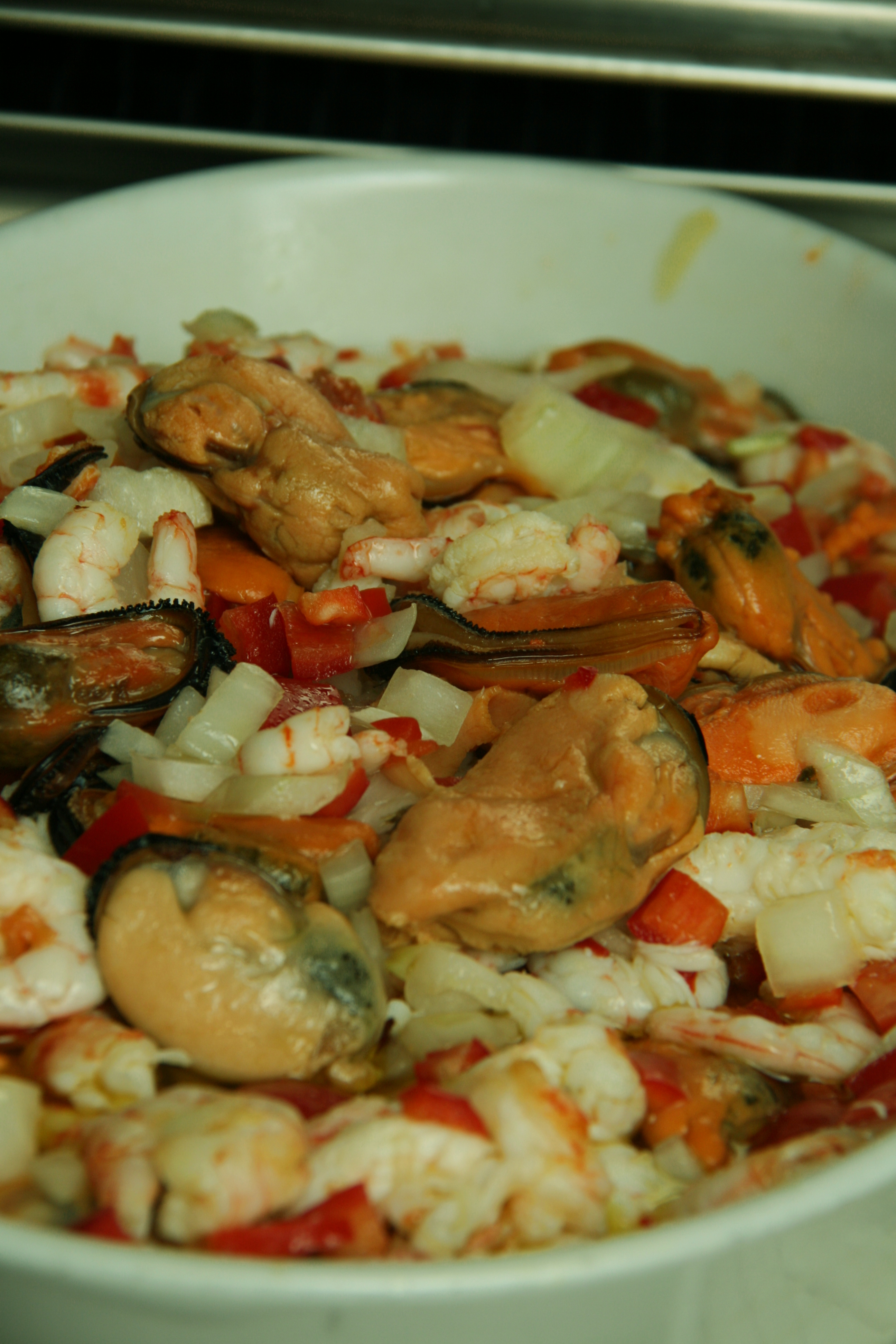
Una acepción más moderna: "Salpicón de mariscos".

El salpicón es un plato generalmente hecho de diferentes carnes picadas (tradicionalmente se ha elaborado de res: salpicón de res) y aderezado generalmente con pimienta, sal, rociado con una vinagreta de perejil, cebolletas, etc., que se come frío. Hoy en día es un plato muy propio de toda la costa andaluza, pero sobre todo, en las provincias de Huelva y Cádiz (donde se suele encontrar elaborado con marisco cocido). En la actualidad es servido como una tapa en muchos bares de España, que por defecto suele interpretarse como salpicón de mariscos.

## Historia
Existen referencias literarias en autores como Covarruvias a finales del siglo XVI que definen en su diccionario: "“la carne picada y aderezada con sal”. Algunos como Cervantes la hacen aparecer en su Don Quijote de la Mancha, en el que al identificar los rasgos de Alonso Quijano, menciona lo que come a diario:

"Una olla de algo más vaca que carnero, salpicón las más noches, duelos y quebrantos los sábados,..."
Don Quijote de la Mancha, Cap. I, Libro I

Aparece otra referencia a este plato en la misma obra: "salpicón de vaca con cebolla" indicando la forma tradicional de servirla. Otras referencias a este plato las hace el poeta español Francisco de Quevedo en su Obra Poética

con mondadientes en ristre y jurando de aquí yace perdiz, donde el salpicón tiene por tumba el gaznate...

Algunos estudiosos mencionan que a finales del siglo XVIII el plato de salpicón de vaca era muy típico en las clases humildes españolas, por ser fácilmente accesible a la mayoría de la población, así lo demuestran las referencias literarias de la época.

## Características
Tradicionalmente se hacía este plato con tocino de cerdo que se mezclaba con la carne de res picada y al que se añadía pimienta, sal, vinagre y diversas verduras. Todo ello se ponía a estofar lentamente. Se servía caliente decorado con unos pedazos de cebolla.